# John Keeble
John Leslie Keeble (* 6. července 1959 v Bolsover, Derbyshire) je anglický popový a rockový bubeník. Proslavil se svým členstvím ve skupině nové vlny 80. let 20. století Spandau Ballet.

## Časné roky
Keeble jako dítě sportoval, hrál fotbal a kriket. Své první bicí si koupil ve věku 16 let a začal hrát ve školní skupině na Dame Alice Owen's School. Skupina se jmenovala The Cut a hráli v ní Gary Kemp, Tony Hadley a Steve Norman. Bylo to v roce 1976. Skupina brzy přibrala Kempova bratra Martina na baskytaru a byla kompletní. Později se přejmenovala na The Makers, The Gentry a nakonec na Spandau Ballet.

## Osobní život
V roce 1988 si Keeble vzal svoji ženu Leaflyn. Mají spolu dceru Jaime Rae Keeble, která se narodila v roce 1990.